# Наврачич, Тибор
Тибор Наврачич (венг. Tibor Navracsics, род. 13 июня 1966, Веспрем) — венгерский юрист и политик. С 1 ноября 2014 года является еврокомиссаром по образованию, культуре, молодёжи и спорту в Комиссии Юнкера.

## Биография
В 1990 году окончил юридический факультет Будапештского университета, после чего также получил также квалификацию судьи. В течение нескольких лет работал преподавателем в Университете Корвина, где в 2000 году ему была присвоена степень доктора политологии.
С 1998 по 1999 год возглавлял департамент связи, а с 1999 по 2002 год бы главой департамента прессы и информации в канцелярии премьер-министра Виктора Орбана. В 2002—2003 годы Наврачич стоял во главе отдела политического анализа в парламентский группе партии Фидес — Венгерский гражданский союз. В 2006 году был избран в Национальное Собрание, где возглавил парламентскую фракцию Фидес. В 2010 и 2014 году был переизбран депутатом.
29 мая 2010 года занял пост вице-премьера и министра юстиции и государственного управления во втором кабинете Орбана. С 6 июня по 23 сентября 2014 года Наврачич был министром иностранных дел и внешнеэкономических связей. В этой должности он в 2013 году вступил в дискуссию с Вивиан Рединг, комиссаром юстиции ЕС, которая поставила под сомнение независимость судебной системы Венгрии. Осенью того же года Наврачич выступил с заявлением о необходимости Венгрии взять на себя ответственность за Холокост. С 1 ноября 2014 года занял должность европейского комиссара по образованию, культуре, молодёжи и спорту.
Наврачич женат, имеет двух дочерей. Знает сербский и хорватский языки; является автором ряда аналитических работ по Югославии.